# Natalia Efimova
Natalia Efimova, född Natalia Korzhova den 3 juli 1983 i Belgorod, är en rysk orienterare som blev europamästare i stafett 2012.